# Jan-Kristian Krüger
Jan-Kristian Krüger (* 23. November 1941) ist ein deutscher Physiker.

## Leben
Jan-Kristian Krüger schloss 1970 an der Universität des Saarlandes in Saarbrücken sein Masterstudium in Physik mit Diplom ab. In den Jahren bis 1973 promovierte er an der Fakultät für Physikalische Chemie an der Universität Regensburg. 1974 kehrte er als Postdoc nach Saarbrücken an die Universität des Saarlandes zurück und verbrachte dort einen Großteil seiner Forscherkarriere. Er habilitierte sich 1986 und war anschließend bis 1993 als Privatdozent angestellt. 1993 erhielt er eine Gastprofessur. Neben der Forschung war er als Referee für die Deutsche Forschungsgemeinschaft (DFG) tätig, u. a. für den Sonderforschungsbereich (SFB).
Jan-Kristian Krüger ist einer der Gründer des Laboratoire Européen de Recherches Universitaires de Sarre et Lorraine (LERUSL) sowie des integrierten bi-nationalen Studiengangs in Physik zwischen der Université Henri Poincaré de Nancy und der Universität des Saarlandes, welcher im Jahr 2001 zum tri-nationalen Studiengang SaarLorLux erweitert wurde.
2006 nahm er eine Gastprofessur an der Universität Luxemburg an, die er bis 2014 ausübte. Seit 2019 ist er Gastprofessor am Leibniz-Institut für Verbundwerkstoffe in Kaiserslautern.

## Forschungsschwerpunkte
Jan-Kristian Krügers Forschungsgebiete im Rahmen der Physik kondensierter Materie umfassen grenzflächeninduzierte Strukturbildung, strukturelle Phasenübergänge, insbesondere solche, die mit elastischen Instabilitäten zusammenhängen, die Natur des Glasübergangs und des Glaszustandes. Zur Untersuchung der genannten Phänomene hat er vielfältige methodische Entwicklungen vorgenommen, insbesondere im Bereich der räumlichen und zeitlichen Auflösung der Brillouin-Spektroskopie. Während seiner Zeit in Luxemburg entwickelte und patentierte er zusammen mit Dr. Ulrich Müller ein neues optisches Messverfahren, die temperaturmodulierte optische Refraktometrie (TMOR), welche eine neuartige Bestimmung der Wärmeausdehnung einer Probe ermöglicht. Das Verfahren wurde von der Firma Anton Paar Optotec GmbH erworben und als Erweiterung in einen ihrer Refraktometer integriert.

## Preise und Ehrungen
- 2003 Ehrendoktorwürde der Université Henri Poincaré, Nancy 1[18]
- Stiftungspreis der Deutschen Bank in Luxemburg[2]
- Exzellenzpreis der Großregion Saar-Lor-Lux-Westpfalz-Wallonien[2]
- 2008 Officier dans l’Ordre des Palmes Académiques, Frankreich[2]
- Honorarmitglied des Institut grand-ducal, section des sciences, Luxemburg[19]
- Mitglied des Conseil d’administration (Universitätsrat) der Université de Lorraine[20]
- 2024: Chevalier de l’Ordre de Mérite du Grand-Duché de Luxembourg für seine Beiträge zur Forschung und Innovation[21]